# Matheus Fernandes
Matheus Fernandes de Paiva (Fortaleza, 9 de novembro de 1991) é um cantor e compositor brasileiro. Oriundo do forró, costuma misturar elementos do sertanejo e trazer batidas eletrônicas em suas músicas.

## Carreira
Antes de ingressar na carreira musical, Matheus Fernandes trabalhava  com marketing político. Conhecido pela cantoria com os amigos, ele ganhou um violão de presente e passou a tentar tocar o instrumento. Dos primeiros acordes saiu a música Mete Ficha.
Matheus Fernandes passou a trabalhar como compositor. Escreveu músicas como Mulherada na Lancha e Chama o Samu, que foram interpretadas por Wesley Safadão, sendo a primeira ainda na época da banda Garota Safada.
Em 2019, Matheus Fernandes lançou o hit Sonâmbulo, música que se tornou um viral no TikTok e que foi uma das apostas para o carnaval de 2020. A canção trouxe a participação de Léo Santana
Matheus lançou em 2021 o single Baby Me Atende, com Dilsinho. A música se tornou um grande êxito do cantor, tendo atingido o segundo lugar no Top100 Brasil da Deezer e a quinta posição no Top200 Brasil do Spotify.[carece de fontes?] Outra música bem-sucedida foi Nem Vá, com Zé Neto & Cristiano, canção que também teve presença no Top100 do Spotify.
Em julho de 2021, Matheus lançou o álbum Matheus Fernandes - Na Praia, cuja primeira parte inclui 10 canções, incluindo o êxito "Baby Me Atende". O trabalho foi o terceiro mais ouvido globalmente no Spotify entre 10 e 11 de julho de 2021 e o único álbum brasileiro a entrar no Top10 nesse mesmo período.
Junto com Ávine Vinny lançou Coração Cachorro, que permaneceu por 30 dias consecutivos em primeiro lugar no Spotify. A canção ficou conhecida por usar um uivo semelhante da canção Same Mistake, do cantor inglês James Blunt, que passou a ser creditado como compositor após um acordo.
No ano de 2021, Matheus foi indicado ao Prêmio Multishow como melhor hit por Baby Me Atende. Outra indicação veio aos Melhores do Ano, da Globo, também pela mesma música.
Seu terceiro álbum foi lançado em 2023, gravado no Rio de Janeiro. Intitulado MF no Rio, o álbum trouxe participações de Belo e Ludmilla.

## Discografia

### Álbuns de estúdio
- Ao Vivo em Fortaleza (2017 - Independente)
- Na Praia (2021 - Som Livre)[7]
- MF no Rio (2023 - Som Livre)

### EPs
- Ensaio Acústico (2018 - Independente)
- Direto do Ensaio do MF (2018 - Independente)

### Singles
- Fui Partiu (part. Mc Kekel) (2017)
- O Jeito é Beber (2017)
- Dolce & Gabanna (2018)
- Meio Termo (2018)
- Plano de Solteiro (part. Wesley Safadão) (2018)
- Amores de Mentira (2018)
- Sonâmbulo (2019)
- Vou Parar na Gaiola (2019)
- Morena (2019)
- Sonâmbulo (part. Léo Santana) (2019)
- Sentadão (2020)
- Nem Vá (part Zé Neto & Cristiano) (2020)
- Baby Me Atende (part. Dilsinho) (2021)
- Ploc Ploc (part. Kadu Martins) (2021)